# Хайсмит, Патриция
Патриция Хайсмит (англ. Patricia Highsmith), урождённая Мэри Патриция Плэнгман (англ. Mary Patricia Plangman; 19 января 1921[…], Форт-Уэрт, Техас — 4 февраля 1995[…], Локарно, Швейцария) — американская писательница, прославившаяся своими психологическими детективами с налётом нуара.  В пенталогии о Томе Рипли создала образ преступника, вызывающего восхищение, смешанное с отвращением.
Книги Хайсмит получили множество экранизаций («Талантливый мистер Рипли», «Незнакомцы в поезде», «Глубокие воды» и пр.).

## Биография

### Детство
Хайсмит родилась в Форт-Уэрте (штат Техас), но поначалу воспитывалась бабушкой по материнской линии и жила в Нью-Йорке (позднее она называла это время «маленький ад»), а позже матерью Мэри Коатс (13 сентября 1895 — 12 марта 1991) и отчимом (с 1924) Стенли Хайсмитом, которые были профессиональными актёрами. Мать Патриции развелась с отцом Патриции — Джеем Бернардом Плэнгманом (1889—1975), — за 5 месяцев до рождения дочери. Юная Хайсмит была в довольно натянутых отношениях с матерью, часто обижала отчима, хотя позднее нередко пыталась перетянуть его на свою сторону в спорах с матерью. Как говорила сама Хайсмит, её мать призналась, что пыталась прервать беременность, выпив скипидар. Хайсмит так и не привыкла к подобным отношениям типа «люблю-ненавижу», преследовавшим её до конца жизни, и описанным ею в рассказе «Черепаха» (про мальчика, зарезавшего свою мать).
Бабушка научила Патрицию читать ещё в раннем детстве. Хайсмит проштудировала обширную библиотеку матери и отчима. В возрасте восьми лет Хайсмит открыла для себя «Человеческий разум» Карла Меннингера и пришла в восторг от обследований пациентов с такими психическими отклонениями, как пиромания и шизофрения.

### Личная жизнь
Как утверждает её биограф Эндрю Уилсон в книге «Красивая тень», жизнь Хайсмит не была простой: она была алкоголичкой, и её романы длились не более пары лет, а современникам и знакомым она вообще казалась жестокой до человеконенавистничества. Людям она предпочитала компанию животных, у неё жили кошки и улитки. Последние, по словам Хайсмит, внушали ей удивительное спокойствие; в саду у писательницы жили несколько сотен этих моллюсков, иногда она даже возила часть из них с собой.
Как-то Патрисия Хайсмит заявила: «Моё воображение работает куда лучше, если мне не приходится общаться с людьми». По словам её знакомого Отто Пенцлера, «Хайсмит была недоброжелательным, тяжелым, неприятным, жестоким, нелюбящим человеком. Я так и не смог понять, как вообще человеческое существо может быть настолько отталкивающим».
Патриция Хайсмит не была замужем и не имела детей. Сама Патриция определяла себя как лесбиянку, в письме к Чарльзу Латимеру от 1978 года она писала «...было бы лицемерием обходить эту тему, и каждый должен знать, что я квир, другими словами лесбиянка». Некоторые из современников приписывают ей роман с американской писательницей Мэриджейн Микер.
Хайсмит умерла 4 февраля 1995 года в госпитале города Локарно (Швейцария) от сочетания апластической анемии и рака легких.

### Романы
- Незнакомцы в поезде (Strangers on a Train, 1950)
- Цена соли (The Price of Salt, 1953)
- Бестолочь (The Blunderer, 1954)
- Талантливый мистер Рипли (The Talented Mr. Ripley, 1955)
- Глубокие воды (Deep Water) (1957)
- Игра на выживание (A Game for the Living, 1958)
- This Sweet Sickness (1960)
- Двуликий Янус[англ.] (The Two Faces of January, 1961)
- Крик совы (The Cry of the Owl, 1962)
- The Glass Cell (1964)
- Сочинитель убийств (A Suspension of Mercy, aka The Story-teller, 1965)
- Те, кто уходят (Those Who Walk Away, 1967)
- Нисхождение (The Tremor of Forgery, 1969)
- Мистер Рипли под землёй (Ripley Under Ground, 1970)
- Выкуп за собаку (A Dog’s Ransom, 1972)
- Игра мистера Рипли (Ripley’s Game, 1974)
- Edith’s Diary (1977)
- Тот, кто следовал за мистером Рипли (The Boy Who Followed Ripley, 1980)
- People Who Knock on the Door (1983)
- Found in the Street (1987)
- Мистер Рипли под водой (Ripley Under Water, 1991)
- Small g: a Summer Idyll (1995)

### Сборники рассказов
- Eleven (1970)
- Little Tales of Misogyny (1974)
- The Animal Lover’s Book of Beastly Murder
- Slowly, Slowly in the Wind (1979)
- The Black House (1981)
- Mermaids on the Golf Course (1985)
- Tales of Natural and Unnatural Catastrophes (1987)
- Nothing That Meets the Eye: The Uncollected Stories (2002)
- Man’s Best Friend and Other Stories (2004)

## Экранизации
- 1951 — «Незнакомцы в поезде»
- 1961 — «На ярком солнце»
- 1963 — «Убийца»
- 1977 — «Американский друг»
- 1977 — «Скажите ей, что я её люблю»
- 1981 — «Глубокие воды»
- 1986 — «Двуликий Янус»
- 1987 — «Крик совы»
- 1999 — «Талантливый мистер Рипли»
- 2002 — «Игра Рипли»
- 2005 — «Рипли под землёй»
- 2009 — «Крик совы»
- 2014 — «Двуликий Янус»
- 2015 — «Кэрол»
- 2016 — «Ловушка»
- 2022 — «Глубокие воды»
- 2024 — «Рипли»

## Киновоплощения
- Хелен Миррен (фильм «Швейцария»)[11]

## Награды и премии
- 1946 — Премия О.Генри «за лучший дебютный рассказ» «Героиня», опубликованный в журнале Harper’s Bazaar
- 1951 — Номинирована на Премию Эдгара Аллана По «за лучшую дебютную повесть» «Случайные попутчики»
- 1956 — Номинирована на Премию Эдгара Аллана По «за лучший роман» «Талантливый мистер Рипли»
- 1957 — Главный приз французской премии «Детективная литература» за роман «Талантливый мистер Рипли»
- 1963 — Премия Эдгара Аллана По «за лучший рассказ» «Черепаха»
- 1964 — Премия Даггер в категории «лучший иностранный роман» присуждена Ассоциацией писателей-криминалистов Великобритании за роман «The two faces of January»
- 1975 — Главный приз премии «Черный юмор» за «L’Amateur d’escargot»
- 1990 — Офицер французского Ордена искусств и литературы[12]